# 柴田奈津子
柴田 奈津子（しばた なつこ、1983年12月20日 - ）は、岡山・東京で活躍していたアナウンサー。元岡山放送（OHK）および元セント・フォース所属。

## 来歴
- 愛媛県松山市出身。愛媛県立松山南高等学校、青山学院大学経営学部卒業。
- 大学在学中の2004年からセント・フォースに所属。テレビ朝日系「鈴木タイムラー」の第1期女子大生レポーターとして活躍した。
- 2006年OHK岡山放送に入社。2008年6月末に退職。
- 2008年秋よりセント・フォースに復帰し、主にTBSテレビの番組で活躍。2011年9月いっぱいでセント・フォースとの契約を解除。

## 人物
- 既婚者で一児の母[2]。現在、夫の仕事の都合でアメリカで生活をしている[1]。

- 先輩のアナウンサーからバイリンガルのSkypeレッスンを受講して[3]、依頼があればバイリンガルの司会をしている[4]。

## 過去の担当番組

### OHKアナウンサー時代
- OHKスーパーニュース（月、火曜日、2007年1月8日 - 2008年6月24日）
- OHKサンデースピークなどローカルニュース全般（随時）
- OH!得テレビ205OH!とくニュース（ローカルニュース、月曜日、2006年6月9日 - ）

### OHK退社後
- 桜咲ク～サクラサク～ （TBS、2008年12月7日 - 2009年3月29日） ナレーター
- サンデーモーニング（TBS系、2008年10月5日 - 2011年3月27日）アシスタント

## 関連人物
- 本田朋子 - 元フジテレビアナウンサー。高校時代の同級生[2]。